# Troglohyphantes deelemanae
Espèce
Troglohyphantes deelemanae est une espèce d'araignées aranéomorphes de la famille des Linyphiidae.

## Distribution
Cette espèce est endémique d'Abkhazie en Géorgie,. Elle se rencontre entre 2 000 et 2 200 m d'altitude dans des grottes du plateau Achibakh.

## Description
Le mâle holotype mesure 4,22 mm et la femelle paratype 4,35 mm.

## Étymologie
Cette espèce est nommée en l'honneur de Christa Laetitia Deeleman-Reinhold.

## Publication originale
- Tanasevitch, 1987 : Two new Troglohyphantes from the Caucasus (Aranei, Linyphiidae). Spixiana, vol. 9, p. 239-243.